# Coahuica
Coahuica är en ort i Mexiko.   Den ligger i kommunen Tamazunchale och delstaten San Luis Potosí, i den sydöstra delen av landet, 200 km norr om huvudstaden Mexico City. Coahuica ligger 542 meter över havet och antalet invånare är 107.
Terrängen runt Coahuica är kuperad österut, men västerut är den bergig. Terrängen runt Coahuica sluttar österut. Runt Coahuica är det ganska tätbefolkat, med 60 invånare per kvadratkilometer. Närmaste större samhälle är Tamazunchale, 7,4 km nordost om Coahuica. I omgivningarna runt Coahuica växer i huvudsak städsegrön lövskog.